# Onthophagus pseudofimetarius
Onthophagus pseudofimetarius är en skalbaggsart som beskrevs av Vladimir Balthasar 1946. Onthophagus pseudofimetarius ingår i släktet Onthophagus och familjen bladhorningar. Inga underarter finns listade i Catalogue of Life.